# Tibor Fazekas
Tibor Fazekas (* 9. Juni 1892 in Budapest; † 11. Mai 1982 ebenda) war ein ungarischer Wasserballspieler.

## Karriere
Fazekas begann seine sportliche Karriere als Leichtathlet im Jahr 1906. Aufgrund größerer Erfolgschancen wechselte er 1910 in den Schwimmsport und zum Wasserball. 1912 nahm er das erste Mal an Olympischen Spielen teil. In Stockholm erreichte er mit der ungarischen Wasserballmannschaft den fünften Rang. Zwölf Jahre später folgte eine weitere olympische Teilnahme bei den Spielen in Paris. Auch hier platzierte er sich mit der Nationalmannschaft im Wasserball auf Rang fünf. 1926 und 1927 wurde er jeweils Europameister im Wasserball. Bis zu seinem Rückzug aus dem aktiven Sport im Jahr 1928 wurde er zwölffacher nationaler Meister im Wasserball und absolvierte insgesamt 32 Länderspiele für die ungarische Nationalmannschaft.
Sein Schwager János Wenk war dreifacher olympischer Teilnehmer und mit ihm gemeinsamer Wasserballeuropameister in den Jahren 1926 und 1927.